# Mi tiempo roto
Mi tiempo roto es el segundo álbum de estudio de la cantante española Ainhoa. Se publicó el 19 de octubre de 2004 en España, se grabó entre España e Italia durante el verano del 2004 bajo la supervisión de Pablo Pinilla, productor que ya había trabajado anteriormente con artistas como Gisela, David DeMaría o Alejandro Parreño. En Mi tiempo roto, Ainhoa deja de lado los sonidos latinos que tanto caracterizaron a su primer trabajo (producido por Emilio Estefan) para acercarse más al pop-rock. La mayoría de las canciones que conforman el disco fueron adaptadas al castellano por la propia artista vizcaína. En tres de ellas («Tengo que aprender», «A veces» y «En silencio») es autora de la letra. El primer sencillo escogido para promocionar este segundo trabajo fue «Seguiré estando yo», un tema inspirado en una experiencia personal de la cantante. Como segundo sencillo para promocionar este trabajo en las radios, se eligió el corte «Salir corriendo».

## Lista de canciones
| N.º | Título                  | Escritor(es)                                 | Duración |  |
| 1.  | «Seguiré estando yo»    | Jörgen R., Daniel Gibson, Han Kereneef       | 3:26     |  |
| 2.  | «Tengo que aprender»    | Ainhoa Cantalapiedra                         | 3:06     |  |
| 3.  | «Mi oportunidad»        | Darrel Brown, Jeremy Stover                  | 4:01     |  |
| 4.  | «Siempre amanece»       | Max Minoia, Eleonora Giudici, Pablo Pinilla  | 3:11     |  |
| 5.  | «Cuando existe el amor» | Darrel Brown, Jess Cates                     | 4:08     |  |
| 6.  | «Es mi juego»           | Jörgen R., Pontus Assarsson                  | 3:01     |  |
| 7.  | «Dame una razón»        | P. Kirtley, Tim Hawes, Liy Winstanley        | 3:18     |  |
| 8.  | «A veces»               | Ainhoa Cantalapiedra                         | 4:07     |  |
| 9.  | «Salir corriendo»       | E. Swinferd, Guy Erey, M. Nelkin, K. Carlson | 3:27     |  |
| 10. | «Buscando quién eres»   | Lara Erlandson, Fredrick Lenander, Aleena    | 3:04     |  |
| 11. | «Cristales rotos»       | Sandra Rodrigo                               | 3:42     |  |
| 12. | «En el silencio»        | Ainhoa Cantalapiedra                         | 3:35     |  |

## Listas

### Semanales
| País   | Lista                        | Primera semana        | Posición de ingreso | Mejor posición | Semanas en la mejor posición | Semanas en la lista | Última semana         | ref.  |
| ------ | ---------------------------- | --------------------- | ------------------- | -------------- | ---------------------------- | ------------------- | --------------------- | ----- |
| España | Top 100 Álbumes (Promusicae) | 18 de octubre de 2004 | 20                  | 20             | 1                            | 2                   | 25 de octubre de 2004 | [ 2 ] |